# Nazionale maschile di pallacanestro di Guam
La nazionale di pallacanestro di Guam rappresenta Guam nelle competizioni internazionali di pallacanestro. È gestita dalla Guam Basketball Confederation.
Ha vinto la medaglia d'argento ai FIBA Oceania Championship 1999, mentre ai Giochi del Pacifico meridionale ha vinto la medaglia d'oro nel [1975 e nel 1979, la medaglia d'argento nel 1983, nel 1991, nel 1999 e nel 2003, e la medaglia di bronzo nel 1966 e nel 1987. La squadra femminile ha vinto la medaglia di bronzo ai Giochi del Pacifico meridionale del 1999.

## Piazzamenti

### Campionati asiatici
- 2025 -

### Campionati oceaniani
- 1999 -  2°

## Formazioni

### Campionati asiatici
Campionato asiatico maschile di pallacanestro 20250 Kamai, 3 Johnson, 5 Galloway, 21 Ada, 24 Borja, 30 Simon, 33 Ross, 35 Fegurgur, 39 Cruz, 42 Wesley,        All. EJ Calvo